# Gaffa
Gaffa (stiliseret GAFFA) er et gratis dansk magasin omhandlende musik, der udkommer månedligt og distribueres i Danmark, Norge og Sverige. Det er Danmarks ældste og største musikmagasin. Det udkom første gang i 1983 og havde i 2019 omkring 135.000 læsere af det trykte magasin samt 200.000 online-læsere.

## Historie og profil
Magasinet startede i Aarhus i 1983, hvor det stadig har hovedsæde.[kilde mangler] Magasinet distribueres til gratis afhentning på steder såsom uddannelsesinstitutioner, pladeforretninger, caféer og biblioteker, samt til et mindre antal betalende abonnenter. Det indeholder nyheder, artikler og interviews, næsten udelukkende om musik, samt anmeldelser af album og oversigter over opkommende koncerter.
Bladet udvidede i 2009 til Sverige og i 2011 til Norge.[kilde mangler]
Navnet "gaffa" stammer fra gaffatape.

## Andre produkter
Udover magasinet driver Gaffa – eller har tidligere drevet – en række andre produkter og sider. Dette inkluderer GAFFA Shop, en internetbutik, der indtil 2012 også drev fysiske butikker,[kilde mangler] med fokus på salg af CD'er, vinylplader og andre musikrelaterede produkter, GAFFA Live, en koncertoversigt for Danmark, Norge og Sverige, og – fra 2006-2010 – GAFFApedia, en musikencyklopædi skrevet af brugerne, udgivet under en Creative Commons-licens.

### GAFFA-Prisen
GAFFA-Prisen er en årlig prisuddeling, der siden 1991 har været arrangeret og afholdt af Gaffa.